# Rampen Identificatie Team
Het Nederlandse Rampen Identificatie Team of RIT (in het Engels presenteert men zich als Disaster Victim Identification,  DVI) is sinds 2007 een onderdeel van het Landelijk Team Forensische Opsporing (LTFO). Dit is een samenwerkingsverband in Nederland van de politie, het ministerie van Defensie en het Nederlands Forensisch Instituut. Daarnaast zijn er externe deskundigen toegevoegd aan het kernteam van het RIT, zoals odontologen en begrafenisondernemers. 
De taak van dit team is het identificeren van slachtoffers van rampen of zware ongevallen waarbij de slachtoffers niet makkelijk door de lokale autoriteiten geïdentificeerd kunnen worden.
Het team kan ingezet worden in binnen- en buitenland en beschikt daarom over een grote hoeveelheid apparatuur die relatief makkelijk verplaatst kan worden.
Een identificatie vindt altijd plaats aan de hand van de (3 D's): tandstatus (Dental), vingerafdrukken (Dactyloscopie) of DNA. Daarnaast kunnen lichaamskenmerken, kleding of sieraden als ondersteuning voor de identificatie worden gebruikt.
Voor deze identificatie is het proces opgedeeld in Ante Mortum (voor de dood), Post Mortum (na de dood) en Recon (reconciliation). Elk onderdeel maakt gebruik van tactisch en technisch rechercheurs alsmede externe deskundigen. 

## Bijzondere inzetten
Het RIT (LTFO) wordt regelmatig ingezet, sommige van deze inzetten krijgen veel media-aandacht. Een aantal bijzondere inzetten:
- De vuurwerkramp in Enschede (13 mei 2000)
- De bomaanslagen op Bali op 12 oktober 2002
- De nasleep van de tsunami in 2004
- De Schipholbrand in 2005
- De vliegtuigcrash van Turkish Airlines-vlucht 1951 vlak voor landing op de Polderbaan op luchthaven Schiphol in 2009
- De vliegtuigcrash van Afriqiyah Airways-vlucht 771 bij Tripoli, Libië in mei 2010
- De vliegtuigcrash van Malaysia Airlines-vlucht 17 bij Hrabove, Oekraïne, 17 juli 2014